# Ai Shimizu
Ai Shimizu (清水 愛?, Shimizu Ai; Tokyo, 26 marzo 1981) è una doppiatrice giapponese di anime e videogiochi.

## Doppiaggio

### Anime
- Mahoromatic (2001): Minawa
- Heat Guy J (2002): Monika Gabriel
- Onegai Twins (2003): Karen Onodera
- Yami to bōshi to hon no tabibito (2003): Hatsumi Azuma, Kogechibi
- DearS (2004): Ren
- Girls Bravo (2004): Hakana
- Mahō shōjo Lyrical Nanoha (2004): Suzuka Tsukimura
- Mai-HiME (2004): Mikoto Minagi
- Space Symphony Maetel - Galaxy Express 999 Outside (2004): Tess
- 100% Fragola (2005): Chinami Hashimoto
- Hell Girl (2005): Ryoko
- Mahō shōjo Lyrical Nanoha A's (2005): Suzuka Tsukimura
- Mai-Otome (2005): Mikoto
- MÄR (2005): Snow, Koyuki
- Tsubasa Chronicle (2005): Sumomo
- Twin Princess - Principesse gemelle (2005): Puppet
- Zettai shōnen (2005): Shione Unno
- D.Gray-man (2006): Road Kamelot
- Gift: Eternal Rainbow (2006): Riko Fukimine
- Kage kara Mamoru! (2006): Yamame Hattori
- Strawberry Panic! (2006): Tamao Suzumi, Kizuna Hyūga
- Kenkō zenrakei suieibu umishō (2007): Maki Ikuta
- Koharu biyori (2007): Sakuya
- Princess Resurrection (2007): Sherwood
- Sola (2007): Koyori Ishizuki
- Fight ippatsu! Jūden-chan!! (2009): Kuran Shunt
- Live-On: scegli la tua carta! (2009): Ran Oba
- Saki (2009): Hajime Kunihiro
- Seitokai no ichizon (2009): Elise Tōdō
- Jewelpet Twinkle☆ (2010): Sango
- Jewelpet Sunshine (2011): Sango, Kaede Kikuchi
- Kore wa zombie desu ka? (2011): Dai-sensei
- Kyōkaisen-jō no Horizon (2011): Mitsuki Sanyo
- Eiga Jewelpet - Sweets Dance Princess (2012): Sango, Jewelina
- High School DxD New (2013): Serafall Leviathan
- Walkure Romanze (2013): Mio Kisaki
- Grisaia no kajitsu (2014): Sachi Komine
- Oh, poveri noi! - Tutti a casa Kawai (2014): Chinatsu
- High School DxD BorN (2015): Serafall Leviathan
- Ao no kanata no four rhythm (2016): Minamo Shirase

### Videogiochi
- Quartett! (2004): Charlotte Francia
- Gift (2005): Riko Fukimine
- 12Riven: The climinal of integral (2008): Chisato Inose
- Grisaia no kajitsu (2011): Sachi Komine
- Walkure Romanze: shōjo kishi monogatari (2011): Mio Kisaki
- Let's Fish! Hooked On (2012): Jamie Evans, Ai Shimizu
- Eiyuu Senki: The World Conquest (2012): Napoleon, Faust
- Karumaruka Circle (2013): Shin Asahina
- Ao no kanata no four rhythm (2014): Minamo Shirase
- Fire Emblem: Fates (2015): Charlotte
- Floral Flowlove (2016): Sū Aoi
- Suki to suki to de sankaku ren'ai (2016): Nanaru Komorie
- Fire Emblem Heroes (2017): Charlotte
- Memories Off: Innocent Fille (2018): Neo Kashima